# Enric Sió i Guardiola
Enric Sió i Guardiola   (Badalona, 5 d'abril de 1942 - Barcelona, 2 de novembre de 1998) fou un dibuixant, il·lustrador, fotògraf i publicista català. Va estar casat amb Carmen Amorós i Valldaura.

## Biografia
Va fer estudis en Economia i Belles Arts. Començà la seva carrera a l'editorial Mateu als 17 anys. Juntament amb altres autors de la seva mateixa generació, com Josep Maria Beà (1942), Luis García (1946), Felipe Hernández Cava (1953), Carlos Giménez (1941), Fernando Fernández (1940) o Adolfo Usero (1941) va participar en la renovació del còmic espanyol, sent adscrit habitualment al grup d'estil "pictòric" i la Fleetway Agency. Treballà a les publicacions Valentina, Dràcula, Linus, Rambla, La oca i el diari Avui, entre d'altres. Col·laborà amb Romà Gubern en el llibre El llenguatge dels còmics. Als anys 80 va deixar el camp del còmic per tornar a la il·lustració.
La seva obra és pionera dins d' Espanya prenent com un dels seus eixos temàtics la societat contemporània.

### Infància i joventut
Fill del director d'una empresa tèxtil, Enric va estudiar Economia però la seva vocació el va dur a iniciar també Belles Arts. El 1960 començà professionalment com historietista en l'Editorial Mateu i després Bruguera, publicant també historietes romàntiques en la revista Valentine, de l'editorial britànica Fleetway, a través de l'agència Seleccions Il·lustrades. Aviat les abandonà, davant les escasses perspectives econòmiques i es col·locà com redactor i supervisor en l'editorial catalana Edicions 62/Edicions Península durant any i mig.

### Maduresa
En 1966 torna al còmic, desenvolupant diversos episodis del còmic bèl·lic Battler Britton. En 1967 dibuixa per a una edició en fascicles de l'editorial Salvat dues històries a color: Nus i l'Atleta i Sorang en les quals va experimentar diverses innovacions visuals i narratives.
El seu nom no va començar a "sonar" en el món del còmic fins que un any després dibuixà per encàrrec de la revista Oriflama, Lavinia 2016 o la Guerra dels Poetes amb guió d'Emili Teixidor l'any 1968. És en aquesta obra que Sió defineix el seu estil personal. És una subtil sàtira de la vida cultural i política de la Catalunya de l'època, i en ella introdueix personatges d'aquesta realitat, tant polítics com de la societat, en un univers de ciència-ficció. Se'l considera el primer còmic políticament crític i d'oposició contra el franquisme.
A finals dels anys seixanta es desenvolupava l'èxit massiu de les fotonovel·les com a símbol de la literatura popular. Aquest gènere, nascut a Itàlia l'any 1947 i traspassat amb èxit a altres països sobretot els d'arrel llatina, tenia unes vendes espectaculars als quioscs. Amb Emili Teixidor al guió decideixen fer-ne una paròdia, que es publica al número 84 de juny de 1969 d'Oriflama.
En 1969 i 1970 dibuixa les sèries Aghardi primerament (publicada en la revista italiana Linus i en una versió autocensurada en la desapareguda revista espanyola especialitzada en música pop Mundo Joven) i Les meves pors (que van ser publicades en la revista de terror Drácula i altres). Alhora crea, sobre una idea del seu amic, el guionista Andreu Martín, la que es considera la seva obra mestra, Mara, en la qual continua els seus experiments estilístics i narratius. Consta de 16 contes apareguts originàriament en la revista Linus. Alguns d'ells van ser publicats a Espanya per la revista Bocaccio de Barcelona i posteriorment en la revista espanyola d'estudi del còmic Sunday de Madrid, però només va ser recopilat com àlbum en una edició de 1980 per Editorial Nueva Frontera. Aquesta va comptar amb un pròleg del seu amic Carlos Saura. De manera anecdòtica, s'ha de dir que ja en 1975 Sió creà una única planxa de Mara destinada al periòdic del PSI Laboro en que Mara dialoga amb Valentina, l'heroïna creada per Guido Crepax, sobre els darrers condemnats a mort pel règim franquista, essent censurada per la direcció del diari i prohibida, per aquest motiu, la seva publicació per l'autor.
En el mes de juny de 1972 exposa originals dels seus còmics a la sala Aixelà de Barcelona. El motiu és la presentació del llibre de Romà Gubern El lenguaje de los comics. Sió en va ser l'inductor i el col·laborador principal.

En 1974 es va exiliar voluntàriament a Milà, on a Itàlia reconeix
| « | l'asfíxia que em produeix el grisenc panorama social i polític espanyol" | » |

 Allí va conèixer a autors italians de còmic adult, amb els quals es va identificar i amb els quals ha estat comparat amb freqüència, com el mateix Guido Crepax, Hugo Pratt o Dino Battaglia. En aquest país va publicar Mara i Aghardi a la revista Linus i participa en una secció de l'obra Il Casanova, si bé se li va demanar que la modifiqués a causa del seu alt contingut eròtic. Es publicarà posteriorment i sense censurar en la revista Rambla.
En 1977 s'instal·la amb la seva esposa en el Barri Llatí de París i publica per a l'Editorial Larousse diversos episodis de la sèrie Els Grans Descobriments (publicats a Espanya per Planeta) i per a la revista Charlie Hebdo.
Va tornar a Barcelona en 1979 on va crear una sèrie de contes curts que es van publicar en les revistes Rambla, Totem i en la francesa Pilote. Destaquen en aquesta època alguns contes curts, com els de la col·lecció Qüestió de fe, així com d'altres com Labyrinthes, Cadaqués, Finisterre, Solstice d'été i 40 en 80.
En 1985 i aprofitant l'èxit de les revistes de còmic adult, llança com a editor la revista L'Oca, de format similar a la italiana Linus i en la qual publica a alguns dels seus autors favorits com Crepax, Battaglia o Sergio Toppi a més d'obres pròpies i articles culturals. Va ser concebuda com una alternativa culta i de qualitat a les revistes de l'època que Sió menyspreava, no obstant això no va tenir èxit i va haver de deixar de publicar-se després de només quatre números, deixant inacabades algunes sèries.

### Altres activitats
Després d'aquesta experiència va abandonar la historieta per a dedicar-se a altres tasques creatives com la fotografia, la publicitat o el cinema. Va publicar en 1992 un llibre de fotografia titulat Barcelona, Maca! amb imatges nues en llocs emblemàtics de la ciutat. En una d'aquestes fotografies una model es va despullar durant un partit entre el Reial Madrid i el Barcelona en el Camp Nou, moment que va ser recollit pels mitjans de comunicació presents causant considerable revolada. En el camp de la publicitat destaca la seva campanya per a la marca Benetton. Com il·lustrador va realitzar entre molts altres encàrrecs la portada del disc Visca l'Amor de Guillermina Motta.
El seu últim treball va ser una caricatura de Pinochet que va ser publicada en el diari Avui el 31 d'octubre de 1998, dia que va sofrir un vessament cerebral pel qual va morir.

## Llegat
L'obra de Sió s'emmarca en els corrents que van sorgir a mitjans dels 60 entre els autors de còmic europeus que reclamaven la majoria d'edat de la historieta com una forma d'art culta i lliure. Sempre va considerar al còmic com una forma d'art comparable al cinema o la literatura, i les seves obres busquen un nivell expressiu i conceptual molt superior al còmic tradicional. Per això recorre a complexos recursos gràfics variant deliberadament el seu estil, de vegades en la mateixa pàgina, per a assolir un expressionisme inusual en la historieta convencional. L'assagista Javier Coma el va incloure entre els dotze clàssics del còmic espanyol en la seva obra de 1981 I ens vam anar a fer Vinyetes.
La historieta Mara es considera generalment la seva obra mestra. És una col·lecció de 16 contes surrealistes escenificats en una mansió barcelonina barroca i decadent. D'ella Romà Gubern va dir: 
| «             | Mai, abans de Mara, el còmic espanyol havia desenvolupat una posada en escena tan elaborada, tan brillant i imaginativa... Amb Mara es va col·locar al còmic espanyol un llistó artístic tan alt que difícilment podria ser superat pels dibuixants que conreessin una línia artística afí o similar | » |
| — Romà Gubern | |   |

Fortament compromès amb el còmic com expressió artística menyspreava la historieta tradicional: 
| « | si hagués de fer supermans em pegaria un tir | » |

 va dir en una entrevista. En 1984 va signar al costat d'altres dibuixants i intel·lectuals un manifest contra una exposició en homenatge a Hergé al que consideraven infantiloide i reaccionari.

La seva tècnica es basa en l'ús de fotografies com base per als seus dibuixos el que li ha valgut no poques crítiques, la revista de crítica El Wendigo va arribar a dir del seu estil que era 
| « | una mostra freda i buida del que es pot fer amb una ampliadora fotogràfica | » |

.
L'any 2019 a la seva ciutat natal, Badalona, se li va dedicar una exposició antològica. La mostra va estar oberta del 19 de febrer al 14 d'abril a la Sala Josep Uclés del Centre Cultural El Carme. Es va editar un llibre amb el nom de l'exposició: Enric Sió. El dibuixant que va trencar motlles.
L'editorial barcelonina ECC endega l'any 2021 la feina d'escanejar amb el màxim de qualitat originals dibuixats per Enric Sió. L'objectiu és fer noves edicions dels seus còmics.

## Obra
- 1967 Lavinia 2016 o la guerra dels poetes catalans
- 1968 Tirant lo blanch
- 1969 Aghardi
- 1970 Mara
- 1977 Autodafe
- 1980 Profanadores de tumbas
- 1981 Hernan Cortés en México
- 1992 Barcelona guapa (Fotografia)

## Obra publicada actualment
- 2013 SIÓ, ENRIC. Aghardi. EDT, Barcelona. ISBN 978-84-9947-583-7. (castellà)
- 2016 SIÓ, ENRIC. Mara. Trilita Ediciones, Barcelona. ISBN 978-84-16249-12-1. (castellà)
- 2016 DDAA. Enric Sió. La guerra del poeta/Mis miedos 2. Semana Negra, Gijón. (castellà)[9]
- 2019 RIERA PUJAL, JORDI. Enric Sió. El dibuixant que va trencar motlles. Català-castellà. ISBN 978-84-88758-56-9.[10]

## Premis
- 1968 Premi internacional com a millor dibuixant de l'any
- 1971 Premi Yellow Kid al millor dibuixant estranger, (Lucca, Itàlia)